# Dario Pieri
Dario Pieri (født 1. september 1975 i Firenze) er en tidligere italiensk landevejscykelrytter.